# Euchloe grancanariensis
Euchloe grancanariensis is een vlinder uit de familie witjes. De wetenschappelijke naam is voor het eerst geldig gepubliceerd in 2008 door Acosta.
De soort komt voor in Europa.